# Hiloba
Hiloba è un comune dell'Azerbaigian situato nel distretto di Qusar. Conta una popolazione di 460 abitanti.